# İbrahim Çenet
İbrahim Çenet (* 7. Oktober 1975 in der Provinz Osmaniye) ist ein türkischer Jurist und Kaymakam Bozcaadas.
Çenet absolvierte die Primar- und Sekundarstufe in der Provinz Osmaniye. 2000 absolvierte er die Fakultät für Rechtswissenschaften an der Universität Istanbul. Im selben Jahr ging er als Kaymakam-Anwärter in den Staatsdienst. Seine dreijähriges Praktikum absolvierte Çenet als stellvertretender Kaymakam in den Landkreisen Kozan, Nurdağ und Gölpazarı. Er absolvierte einen Fremdsprachenkurs (englisch) an der Technischen Universität des Nahen Ostens (ÖDTÜ) sowie einen Diplomkurs im Generalsekretariat des Nationalen Sicherheitsrats (MGK). Çenet hielt sich zwei Jahre lang in England auf. Nach dem erfolgreichen Absolvieren der Kurse des Ministeriums für Innere Angelegenheiten war er Kaymakam der Landkreise Günyüzü (Provinz Eskişehir) und Kuluncak (Provinz Malatya). Seit dem 28. September 2007 ist Çenet Kaymakam des Landkreises Bozcaada.
Çenet ist mit der Mathematik-Lehrerin Ebru verheiratet, sie haben einen Sohn (Erkan Oğuz) und eine Tochter (Fatma Başak).